# Dilshad Vadsaria
Dilshad Vadsaria (ur. 14 września 1985 w Karaczi) – amerykańska aktorka, która wystąpiła m.in. w serialach Cloak & Dagger, Drugie życie, Zemsta i Greek.

## Filmografia

### Filmy
| Rok  | Tytuł                  | Rola          | Uwagi       |
| ---- | ---------------------- | ------------- | ----------- |
| 2006 | Within the Ivory Tower | Dana          | krótkometr. |
| 2006 | Rapture                |               |             |
| 2011 | 30 minut lub mniej     | Kate Flanning |             |
| 2019 | Waiting Game           | Alyssa        | krótkometr. |
| 2021 | Sand & Snow            | Roya          |             |

### Telewizja
| Rok        | Tytuł                     | Rola                               | Uwagi          |
| ---------- | ------------------------- | ---------------------------------- | -------------- |
| 2006       | Zaginiona                 | Agent Nanji                        | 1 odc.         |
| 2007–2011  | Greek                     | Rebecca Logan                      | w gł. obsadzie |
| 2009       | Agenci NCIS               | Shakira Zayd                       | 1 odc.         |
| 2010, 2015 | Kości                     | Padme Dalaj                        | 2 odc.         |
| 2010       | CSI: Miami                | Jody                               | 1 odc.         |
| 2012       | Melissa i Joey            | Ariel                              | 1 odc.         |
| 2012–2013  | Zemsta                    | Padma Lahari                       | 15 odc.        |
| 2014       | Z premedytacją            | Jasmine Lee                        | 2 odc.         |
| 2015       | Castle                    | Angela                             | 1 odc.         |
| 2016       | Drugie życie              | Mary Goodwin                       | w gł. obsadzie |
| 2016       | Notorious                 | Sarah Keaton                       | 3 odc.         |
| 2017       | Freedom Fighters: The Ray | Jenny Knight / Phantom Lady (głos) | w gł. obsadzie |
| 2018       | Bibliotekarze             | Sarina                             | 1 odc.         |
| 2019       | Zmowa milczenia           | Anaya Sodhi                        | 3 odc.         |
| 2019       | Cloak & Dagger            | Lia Dewan                          | rola drugopl.  |